# Nick Hayek

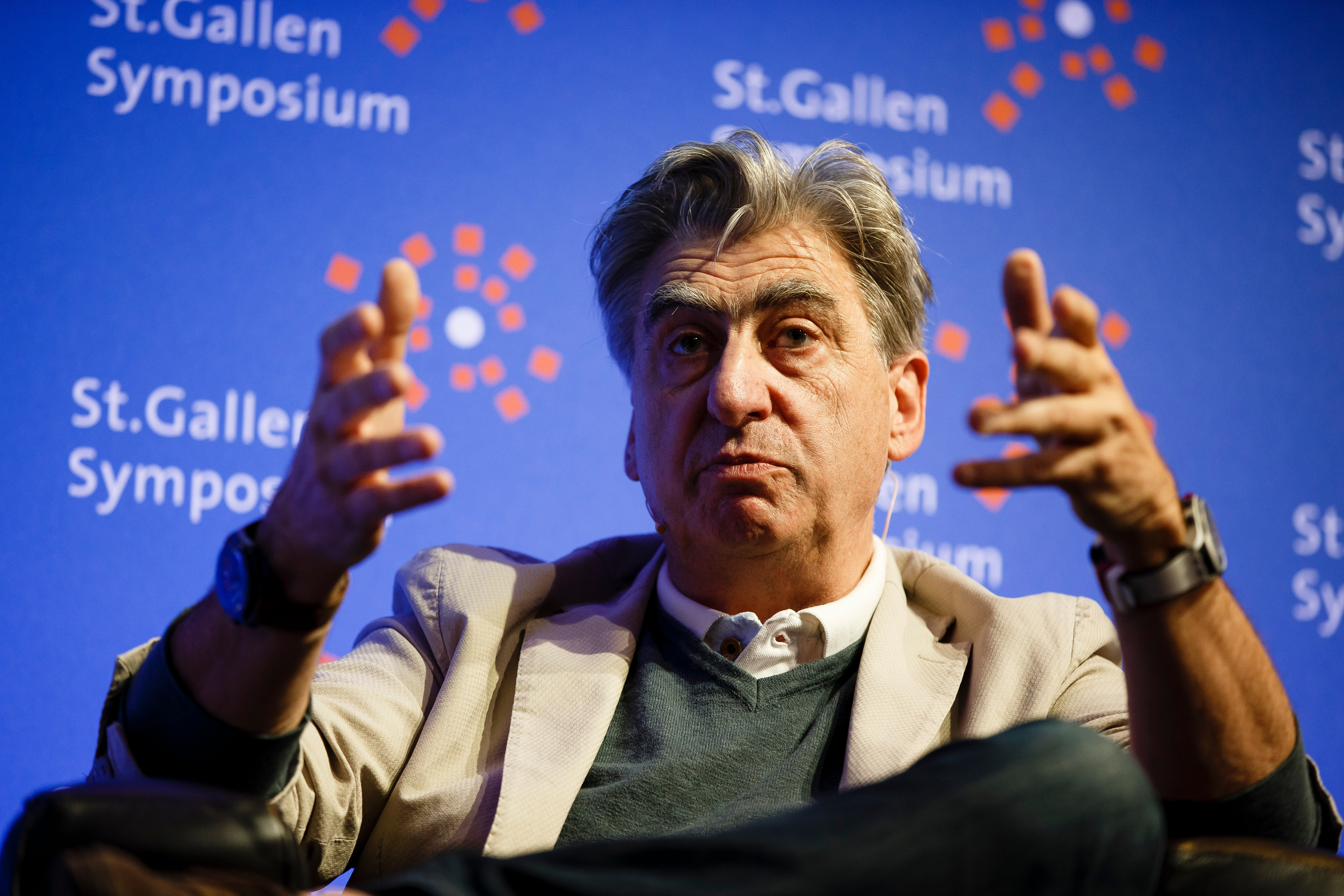
Nick Hayek am St. Gallen Symposium 2015

Nick Hayek (* 23. Oktober 1954; eigentlich Georges Nicolas Hayek; heimatberechtigt in Meisterschwanden) ist ein Schweizer Unternehmer. Er ist der Sohn von Nicolas Hayek. 

## Leben
Nach der Matura studierte Hayek zwei Jahre lang Marketing an der Universität St. Gallen (ohne Abschluss) und war ein halbes Jahr Praktikant in einer Giesserei. Danach war er fünf Jahre in Paris. Dort studierte er an der Filmakademie und gründete eine Produktionsgesellschaft. Er arbeitete als Regisseur, als Höhepunkt seines Schaffens gilt der Film Family Express (1992) mit Peter Fonda. 1994 kehrte Hayek in die Schweiz zurück und trat in die von seinem Vater geführte Swatch Group ein, wo er zuerst als Marketingleiter der Swatch AG, dann als Direktionspräsident und schliesslich als Delegierter des Verwaltungsrates derselbigen tätig war. Seit 1. Januar 2003 ist er Vorsitzender der Geschäftsleitung und seit 2010 Mitglied des Verwaltungsrates der Swatch Group.
Hayek ist verheiratet und wohnt in Zug.
Seine Schwester Nayla Hayek ist seit dem Tod des Vaters im Juni 2010 Präsidentin des Verwaltungsrates der Swatch Group.